# U・ロイ
U・ロイ（U-Roy、1942年9月21日 - 2021年2月17日）は、ジャマイカのレゲエディージェイ（以下「DJ」と表記）である。本名、エワート・ベクフォード（Ewert Beckford）。愛称はダディ、ジ・オリジネーター他。
世界で初めてヒットチャートの1位を獲得し、個人名義のシングル及びアルバムを発表したDJとして知られる。レゲエにおけるトースティング技法を完成させた一人であることから、しばしば「ラッパーの元祖」と評価される。

## 略歴
1942年9月21日、キングストン、ジョーンズタウン地区に生まれる。
1961年頃、ドクター・ディッキーズ・ダイナマイト・サウンドシステムでDJとしての活動を開始する。もっとも、初期の活動はレコード運びなど裏方的なものであったようで、本格的な活動は1965年頃にサー・ジョージ・ジ・アトミック・サウンドでマイクを握り始めてからであった。1968年頃、サー・コクソン・ザ・ダウンビート第二セットで活動しているところをキング・タビーによりスカウトされ、ホームタウン・ハイファイ・サウンド専属となった。ルイ・ジョーダンらのジャイブトークに影響を受けたU・ロイのトースティングは好評を博し、ダンスホールで人気を獲得していった。このU・ロイ人気に目をつけた音楽プロデューサーたちは彼をレコーディングに参加させ始める。1969年、キース・ハドソンの下で録音された「ダイナミック・ファッション・ウェイ」は彼のデビュー曲であっただけではなく、世界初のDJによるレコードであった。この曲はヒットには至らなかったが、当時のトップ・プロデューサーであったデューク・リードが1970年に録音し、発表された「ウェイク・ザ・タウン」と「ルール・ザ・ネーション」の2曲は立て続けに4万枚以上を売上げ、RJRとJBCの二つのラジオ局のチャートで1位を獲得。さらに数週間後に発表された「ウェア・ユー・トゥ・ザ・ボール」は12週間連続1位を記録する大きなヒットとなった。この時期、彼はバニー・リー、リー・ペリー、ソニア・ポッティンジャー、フィル・プラット、ルーピー・エドワーズ、アルヴィン・GG・ラングリン、ロイド・デイリーといったプロデューサーの下でも多くの録音を残した。
それまでの合いの手（トーク・オーバー）的なトースティングではなく、曲の全編にわたってメッセージを押し出すU・ロイのDJスタイルは革新的であったため、I・ロイ、ニュー・ロイ（U・ブラウン）、U・ロイ・ジュニアら多くの模倣者（フォロワー）を生んだ。U・ロイ自身はそのことを快く思ってはいなかったようで、「Don't imitate because I originate（真似をするな。俺がオリジナル。）」という曲を発表したこともある。
U・ロイはリードの下で約30曲を録音し、1971年には世界初のDJによるアルバム『ヴァージョン・ギャロア』を発表した。1975年、ダリル・ホール&ジョン・オーツが彼らのアルバム『サラ・スマイル』においてU・ロイの「ソルダリング」をカバーしたことでU・ロイは国際的な注目を集め、ヴァージン・レコードと契約するに至った。同年ヴァージンから発表されたアルバム『ドレッド・イナ・バビロン』で彼はメジャー・デビューした。
その後、彼は自身のサウンド、キング・ステレオグラフ（キング・スター・ガフ）を立ち上げ、チャーリー・チャップリン、ジョジー・ウェイルズら後進DJを育成した。近年はキングストン郊外のワシントン・ガーデン地区に在住しているが、キング・ステレオグラフを運営し続けている。
2007年10月15日にはDJという新たな音楽表現を開拓した功績を称えられ、ジャマイカ政府から名誉勲章 (Order of Distinction) の叙勲を受けた。
2006年と2008年に来日公演を行った。
2021年2月17日に死去。糖尿病、高血圧、腎臓の問題を抱えており、病院で手術を受けていたが、死因は公表されていない。

## 作品

### アルバム
- Version Galore - 1971年 - Trojan
- U-Roy - 1974年 - Trojan
- Dread in a Babylon - 1975年 - Frontline
- Natty Rebel - 1976年 - Virgin
- Dreadlocks in Jamaica - 1977年 - Live&Love
- Jah Son of Africa - 1977年 - Live&Love
- Rasta Ambassador - 1977年 - Virgin
- With Words of Wisdom - 1979年 - Frontline
- Crucial Cuts - 1983年 - Virgin
- Line Up and Come - 1987年 - Tappa
- Music Addict - 1987年 - RAS
- With a Flick of My Musical Wrist - 1988年 - Trojan
- Version of Wisdom - 1990年 - Frontline
- True Born African - 1991年 - RAS
- The Teacher Meets the Student - 1992年 - Sonic Sounds
- Rock With I - 1992年 - RAS
- Smile a While - 1993年 - RAS
- Babylon Kingdom Must Fall - 1997年 - Ariwa
- U Roy Live - 1998 年
- Serious Matter - 2000年 - Tabou
- The Lost Album - 2000年 - Soundsystem
- Now - 2001 - Beatville
- Rightfull Ruler - 2002年 - Recall
- Rebel in Style - 2005年 - Nocturne
- Old School New Rules - 2007年 - Ariwa Sounds